# Криптофашизъм
Криптофашизъм е пейоративно наименование на прикрита подкрепа или одобрение на фашизма.
Смята се, че терминът е използван за пръв път от германския социолот Теодор Адорно в книгата му Der getreue Korrepetitor през 1963 година. Един от първите добили популярност случаи, в които терминът е употребен, датира от Конвенцията на Демократическата партия на САЩ през 1968, когато Гор Видал нарича Уилям Ф. Бъкли-младши „крипто-нацист“, а по-късно коригира изказа си на „крипто-фашист“.